# Sterilizzazione (economia)
La sterilizzazione in macroeconomia è un'operazione con cui la banca centrale modifica la quantità di moneta (base monetaria) presente nel sistema, vendendo o comprando titoli pubblici (quindi trattasi di Operazioni di mercato aperto), al fine di neutralizzare gli effetti generati da squilibri nella bilancia dei pagamenti.
In regime di cambi fissi, la banca centrale deve mantenere parità tra l'offerta e domanda di moneta per fare in modo che il tasso di cambio rimanga costante .
Tuttavia , un aumento delle partite correnti, ossia un aumento delle esportazioni rispetto alle importazioni , causa un aumento della base monetaria . Per controbilanciare questo effetto ed evitare un deprezzamento della moneta , la banca centrale può neutralizzare tale effetto mediante la "sterilizzazione" .